# Wet Huis voor klokkenluiders
De Wet Huis voor klokkenluiders is per 1 juli 2016 in werking getreden in Nederland. De wet heeft tot doel de voorwaarden voor het melden van maatschappelijke misstanden binnen organisaties te verbeteren door onderzoek naar misstanden mogelijk te maken en melders van misstanden beter te beschermen. De onderwerpen die in de wet worden behandeld zijn onder meer de inrichting van het Huis voor klokkenluiders, de meldingsprocedure bij het Huis, de bescherming van de klokkenluider en de verplichting tot het invoeren van een interne klokkenluidersregeling.
De wet biedt wettelijk bescherming aan melders; daarvoor moeten zij naar de rechter.

## Voorstel tot wijziging
Het initiatief tot de wet werd genomen door Ronald van Raak, Tweede Kamerlid van de Socialistische Partij. Hij werd bij het schrijven van het voorstel geadviseerd door leden van de Expertgroep Klokkenluiders, Pieter van Vollenhoven van de Stichting Maatschappij en Veiligheid en Nationale Ombudsman Alex Brenninkmeijer. Het oorspronkelijke initiatiefwetsvoorstel uit 2012 is door kritiek uit verschillende hoeken aangepast. Transparency International Nederland (TI-NL), een internationale niet-gouvernementele organisatie (NGO) die zich inzet tegen corruptie, heeft gelobbyd voor een betere bescherming van klokkenluiders en een verruiming van de wet voor wat betreft het werknemersbegrip: zelfstandigen, uitzendkrachten, stagiaires en gedetacheerde werknemers mogen volgens de huidige wet wel melden, maar zijn nog niet beschermd.
In juni en oktober 2013 werd er in de Tweede Kamer gedebatteerd over het initiatief-wetsvoorstel. Op 17 december 2013 ging de Kamer in grote meerderheid akkoord. Na bezwaren door de Eerste Kamer werd een gewijzigd voorstel op 2 juli 2015 door de Tweede Kamer aangenomen. Uiteindelijk werd het voorstel op 1 maart 2016 ook door de Eerste Kamer aangenomen.
In 2021 is een verzoek tot wijziging van de Wet Huis voor klokkenluiders ingediend, naar aanleiding van de Europese richtlijn bescherming klokkenluiders. Het voorstel tot wetswijziging wordt na de zomer bekeken door de Tweede Kamer.

## Advies over de melding
Een werknemer mag op elk gewenst moment naar het Huis stappen voor advies over een vermoeden van een misstand. De wet bepaalt dat er sprake is van een vermoeden van een misstand wanneer het maatschappelijk belang in het geding is. Dat is het geval bij: 
- een schending van een wettelijk voorschrift;
- een gevaar voor de volksgezondheid;
- de veiligheid van personen;
- de aantasting van het milieu of;
- het goed functioneren van de openbare dienst of onderneming als gevolg van onbehoorlijk handelen of nalatigheid.

## Interne procedure
De wet bepaalt dat werkgevers die ten minste vijftig werknemers in dienst hebben, verplicht zijn om een interne meldingsprocedure vast te stellen. De interne procedure moet regels bevatten over de wijze waarop de werknemer een vermoeden van een misstand binnen de organisatie kan melden. In de interne procedure dient te worden opgenomen:
1. op welke wijze met een interne melding moet worden omgegaan;
2. wanneer er sprake is van een misstand (hierbij wordt de wettelijke definitie in acht genomen);
3. bij welke aangewezen functionaris(sen) het vermoeden kan worden gemeld;
4. de verplichting aan de kant van de werkgever om vertrouwelijk om te gaan met de melding;
5. de mogelijkheid voor de werknemer om een adviseur in vertrouwen te raadplegen over een vermoeden van een misstand;
6. de omstandigheden waaronder met het vermoeden van een misstand naar buiten kan worden getreden;
7. de rechtsbescherming van de werknemer bij melding van een vermoeden van een misstand.

## Rechtsbescherming
Een onderdeel van de Wet Huis voor klokkenluiders is de rechtsbescherming biedt voor klokkenluiders. Een klokkenluider mag niet worden benadeeld ten gevolge van het te goeder trouwe en naar behoren melden van een vermoeden van een misstand bij de werkgever of bij een onderzoeksinstantie. Onder benadeling vallen onder ander ontslag, demoties, disciplinaire maatregelen, pesten en andere vormen van intimidatie van een werknemer.

### Jurisprudentie
De bescherming van melders in de publieke sector door de rechter is weerbarstig.
Het Europees Hof voor de Rechten van de Mens heeft een zestal criteria opgesteld voor rechtsbescherming van de melder. Uitspraken van het Hof zouden de basis moeten vormen voor de jurisprudentie in de landen van de Raad van Europa.
Uit ervaring tot op heden komt naar voren dat klokkenluiders door de rechter niet altijd als zodanig worden herkend.